# Rebibbia
Rebibbia - stacja początkowa linii B metra rzymskiego. Stacja została otwarta w 1990. Następnym przystankiem jest Ponte Mammolo.